# Дайс, Уильям
Уильям Дайс (англ. William James Webbe (or Webb); 19 сентября 1806[…], Абердин — 14 февраля 1864, Стретем, Большой Лондон) — британский шотландский художник, за годы карьеры работавший в ранних стилях. Известен поддержкой, которую оказал прерафаэлитам, на раннем этапе становления этого художественного течения. Сам создал ряд картин в соответствующем стиле, став одним из первых кто применил технику прерафаэлитов к пейзажу. 

## Биография
Родился в 1806 году в Абердине, Шотландия в образованной и обеспеченной дворянской семье члена Эдинбургского королевского общества  Уильяма Дайса и его супруги Маргарет, урождённой Чалмерс. Племянник генерала; младший брат Роберта Дайса (1798–1869), хирурга и профессора хирургии, также ставшего членом Эдинбургского королевского общества.
Получив хорошее образование общего характера в колледже Абердина, Дайс увлёкся живописью и в 1825 году отправился в Рим. В 1827 году он ненадолго вернулся в Абердин, где выставил несколько своих картин, после чего снова уехал в Италию. В Риме познакомился с немецким художником-назарейцем Фридрихом Овербеком и на какое-то время всецело подпал под творческое влияние последнего. В этот период Дайс писал картины в стилистике, характерной для назарейцев, а наряду с этим — академические портреты, преимущественно — состоятельных британцев, посещавших Вечный город в рамках гран-тура.
В 1837 году, уже живя в Эдинбурге, Дайс стал ректором городской Школы декоративных искусств, а уже в следующем году переехал в Лондон, где возглавил недавно созданное аналогичное учебное заведение. В перерыве между работой в Эдинбурге и Лондоне Дайс совершил путешествие во Францию и Германию, чтобы ознакомиться с тем, как декоративно-прикладное искусств (англ. «дизайн») преподаётся там. Проработав ректором лондонской школы пять лет, Дайс вышел в отставку, чтобы посвятить себя живописи. 
Тем не менее, вскоре он принял должность профессора изящных искусств в Королевском колледже Лондона. Был избран почётным  членом Королевской шотландской академии, действительным членом Лондонской королевской академии художеств а также иностранным членом Пенсильванской академии изящных искусств в Филадельфии, США.
«Вооружённый» всеми этими регалиями, Дайс выступил в защиту молодых художников-прерафаэлитов, и, более того, начал сам писать картины в подобном стиле, что облегчило прерафаэлитам дорогу к британскому зрителю.
Начиная с конца 1840-х годов участвовал в создании монетных штемпелей для британских флоринов (одной из разновидностей официальной валюты). Флорины в варианте Дайса (так называемые «Готические флорины», Gothic Florin) являлись основной ходовой разновидностью этой монеты в период с с 1851 по 1887 год.
Скончался Уильям Дайс в 1864 году в графстве Суррей неподалёку от Лондона. Его память увековечивают улица в одном из городков Суррея и витраж в соборе Абердина.

## Галерея

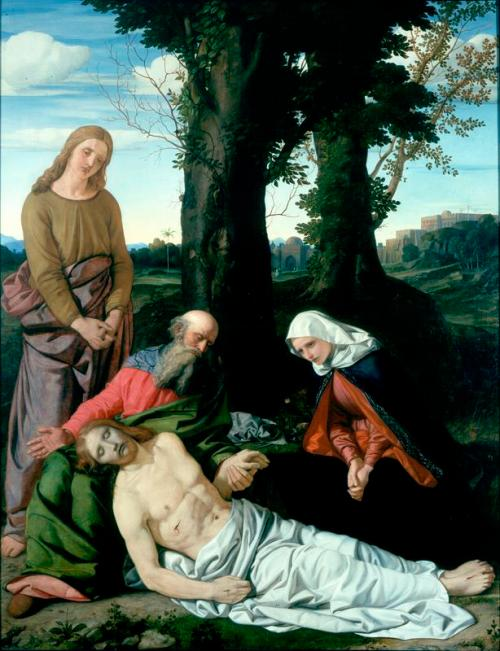
Пьета, 1835
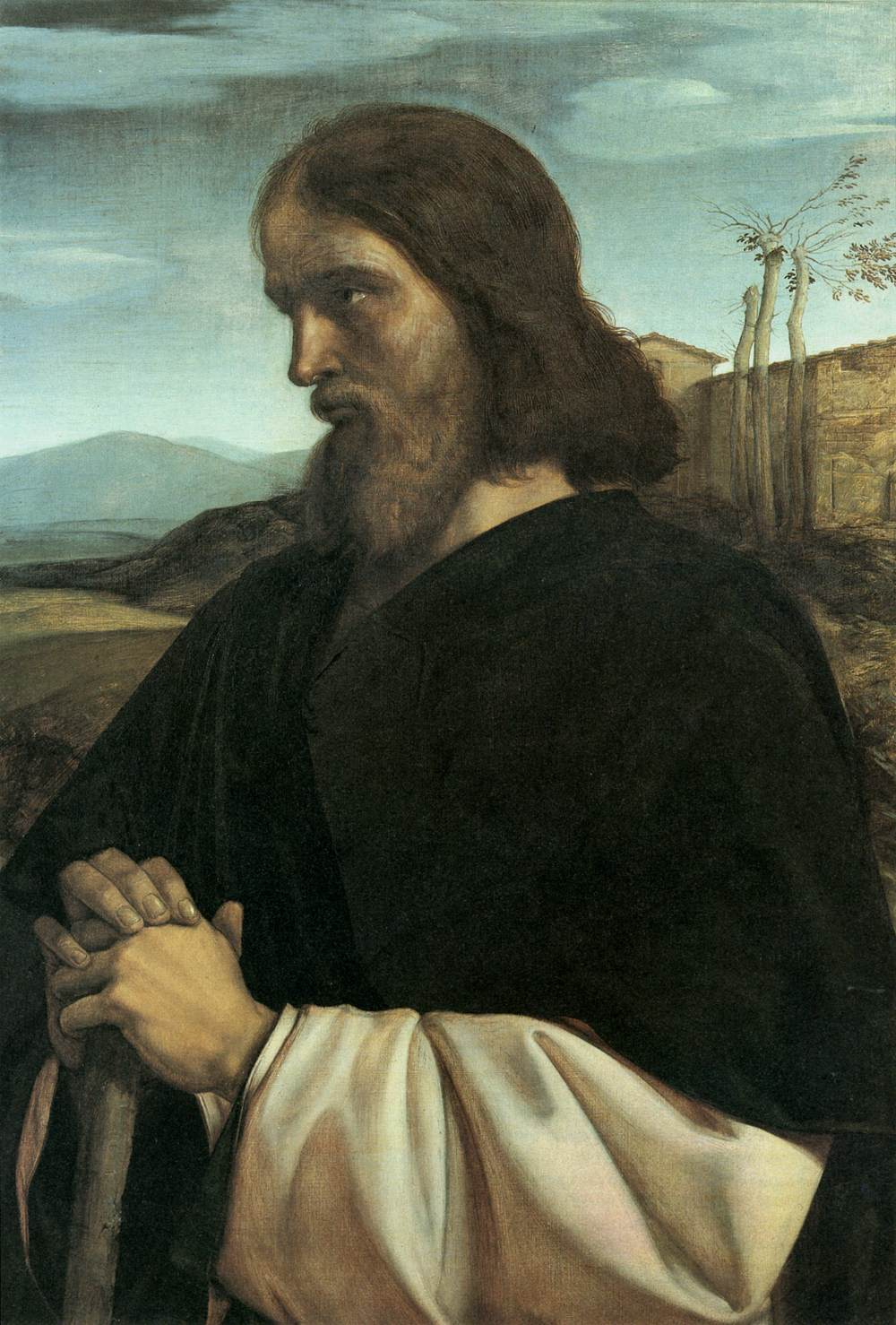
Святой Иосиф, 1847
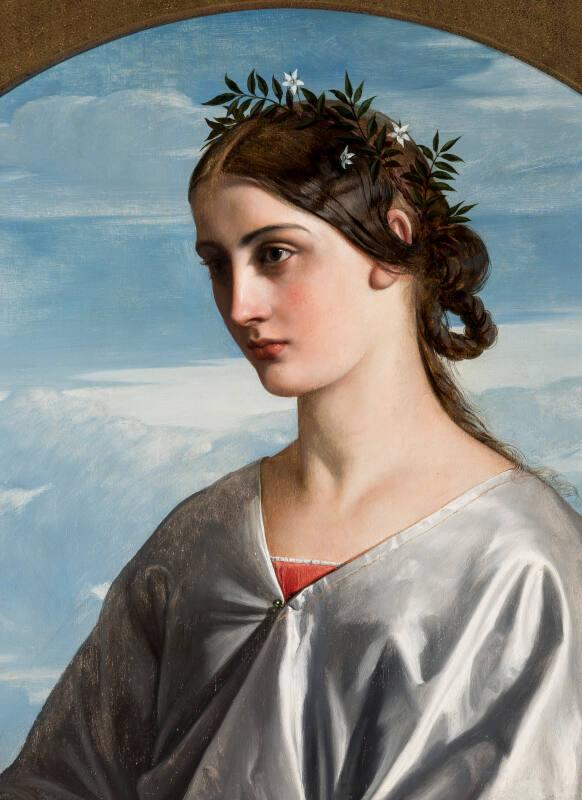
Беатриче, 1859
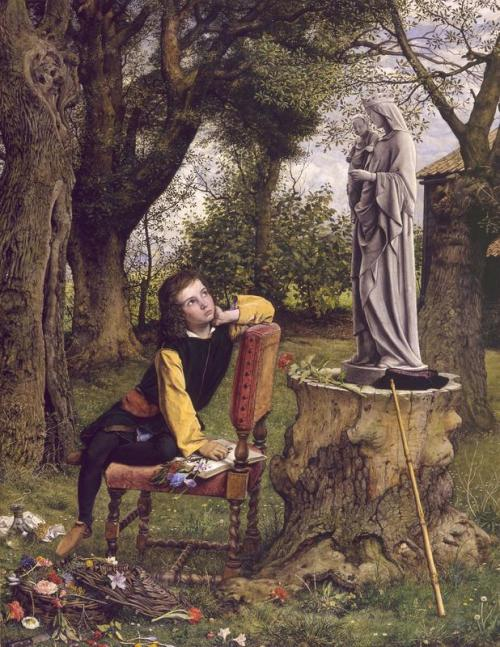
Юный Тициан
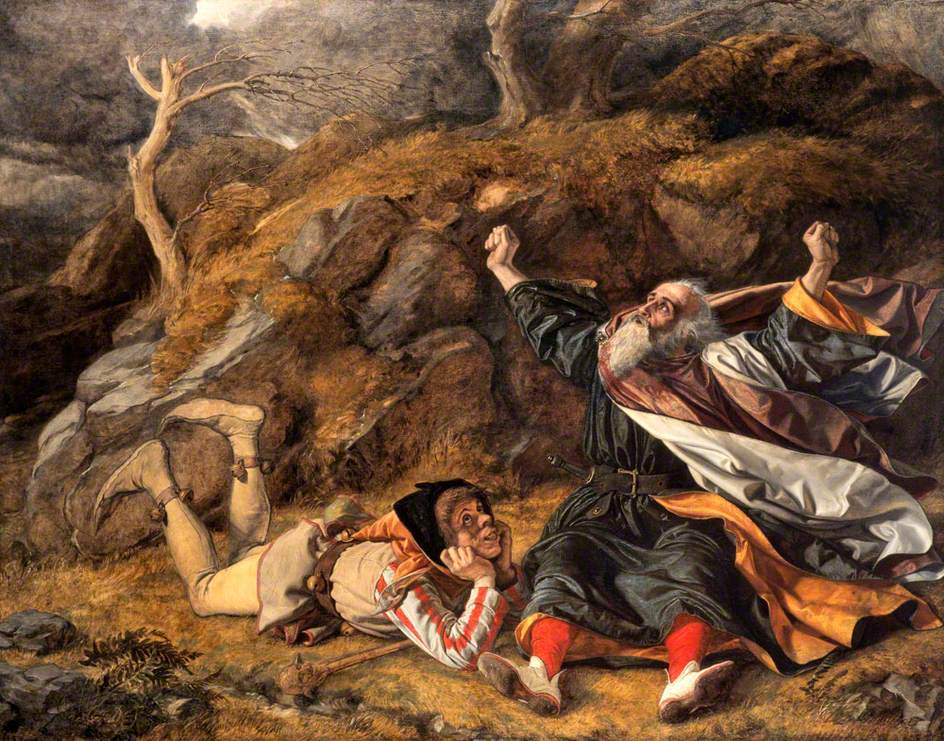
Король Лир и шут во время грозы, ок. 1851
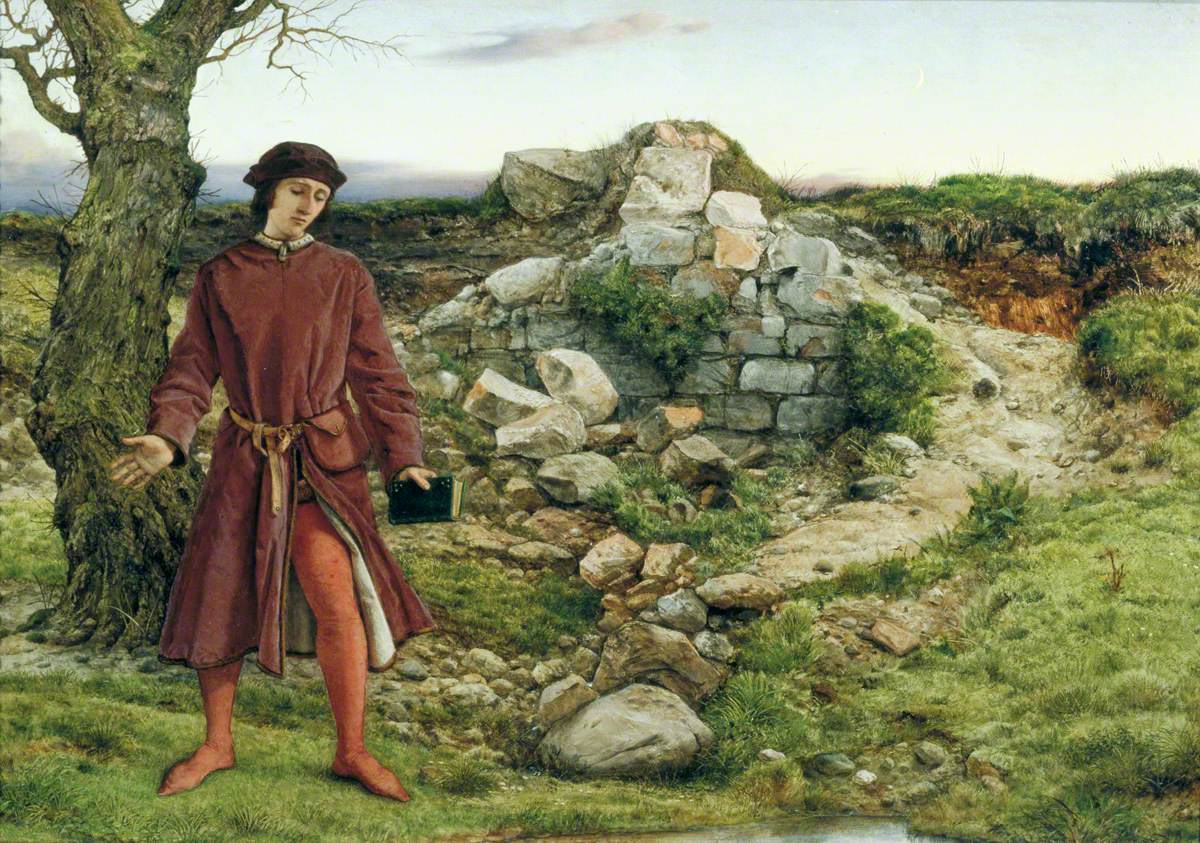
Генрих VI 1860
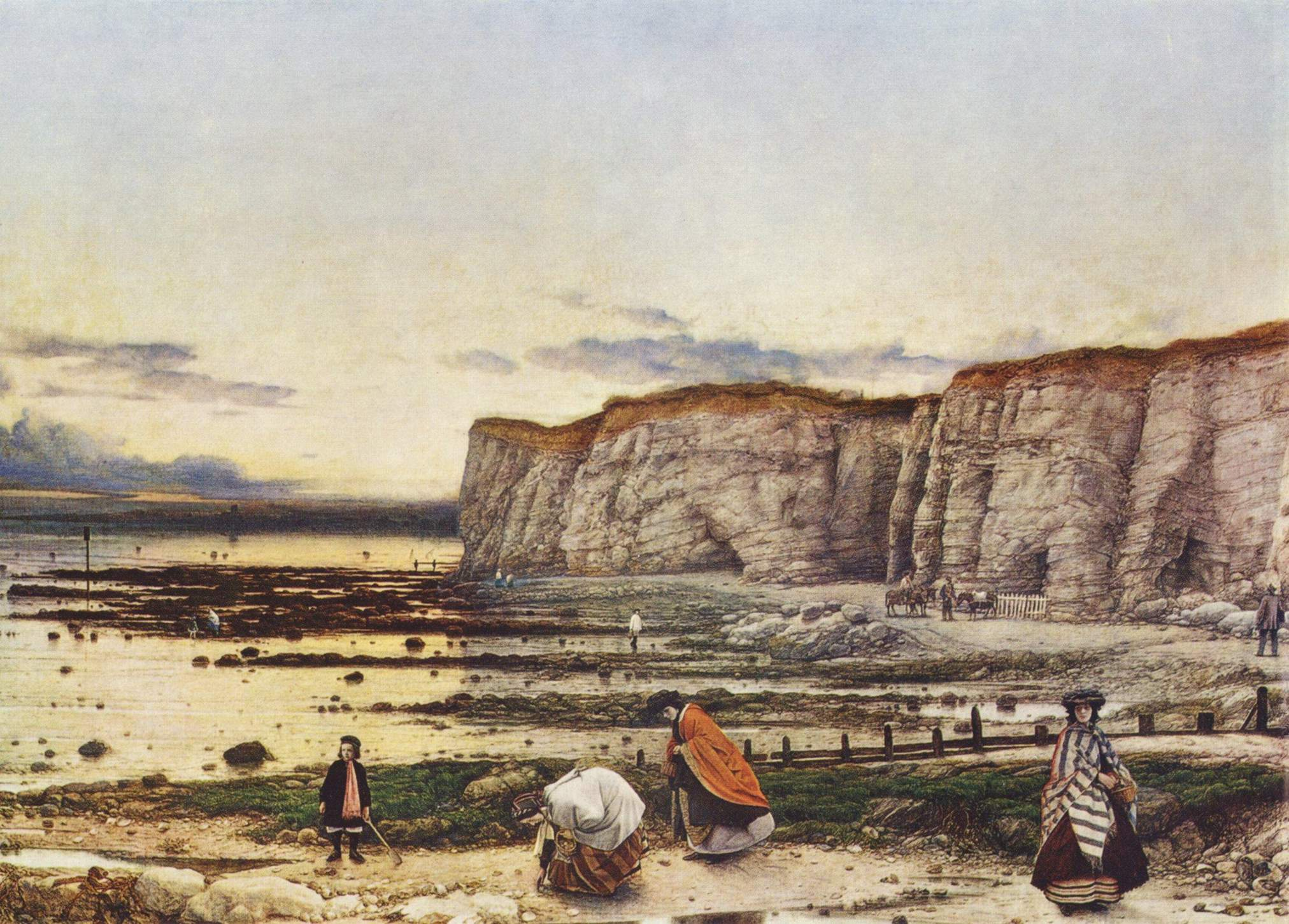
Берег моря в Кенте в 1858 году, ок. 1859—60
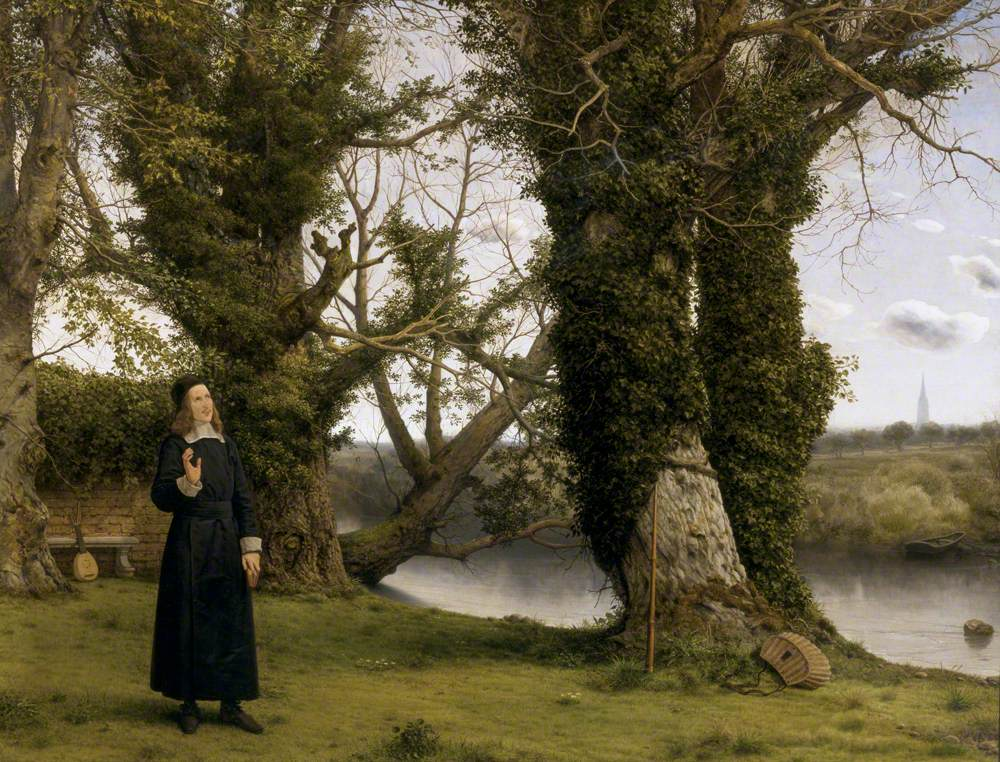
Джордж Герберт в Бемертоне, 1860